# Herodotiinae
De Herodotiinae is een fossiele onderfamilie van de springspitsmuizen die bekend is van het Eoceen van Noord-Afrika. De onderfamilie omvat drie geslachten met elk een soort: Herodotius pattersoni uit het Laat-Eoceen van Egypte, Nementchatherium senarhense uit het Midden- tot Laat-Eoceen van Algerije, en de oudste springspitsmuis, Chambius kasserinensis uit het Vroeg- tot Midden-Eoceen van Tunesië. De geslachten van de Herodotiinae hebben een aantal gedeelde kenmerken van de tanden.